# Peter Spier
Peter Spier (født 6. juni 1927 i Amsterdam, død 27. april 2017 i Port Jefferson, New York ) var en hollandskfødt amerikansk forfatter og illustrator, som udgav mere end tredive børnebøger. Peter Spier var særlig kendt for sine detaljerede, lette pennetegninger af dyr. Han modtog flere priser i USA for bogen Noah's Ark (originaltitel).
Spier var en af ni fanger fra Villa Bouchina (opsamlingssted for jøder) under 2. verdenskrig.

## Værker
Følgende bøger af Peter Spier er udkommet i Danmark (dansk titel og udgivelsesår):
- Arkitektur (illustreret af Peter Spier, 1965)
- Arkæologi (illustreret af Peter Spier, 1965)
- Sejlskibet (illustreret af Peter Spier, 1965)
- Koen der faldt i kanalen (illustreret af Peter Spier, 1967, billedbog)
- KUK KVÆK KNURR (1973, billedbog)
- Op – ned, smal – bred : en bog om modsatte ting (1975)
- Tin Lizzie (1977, billedbog)
- Noas Ark (1978, billedbog)
- Vi keder os! (1979, billedbog)
- Ih, hvor blev de glade! (1980, billedbog)
- Folk (1981, billedbog)
- Det regner (1982, billedbog uden tekst)
- Glædelig jul (illustreret af Peter Spier, 1984, billedbog)
- Jonas og hvalfisken (1985, billedbog)
- Sommerleg (1987, billedbog)
- Cirkus! (1992, billedbog)